# كلية القانون (جامعة عجمان)
تم استقبال أول دفعة لكلية القانون في جامعة عجمان للعلوم والتكنولوجيا (فرع الفجيرة) في 2006 - 2007. وتطرح كلية القانون برنامج البكالوريوس والماجستير في القانون العام والخاص.

## أهداف الكلية
1. التواصل بين الكلية والمؤسسات المتخصصة بمجال القاتون
2. توفير بيئة عمل مناسبة خارجية لخرجين الكلية
3. تخريج طلبة من الكلية ذو خبرة وكفاءات مناسبة لمجال العمل
4. تزويد الطلبة بالمهارات التطبيقية
5. الاهتمام باجراء برامج التعليم المستمر وتنمية الكفاءات
6. الاهتمام باجراء البحوث في مجال اختصاص الكلية

## رسالة الكلية
- تهدف الكلية لطموح عالي على ان تصبح منبر للتعليم الجامعي القانوني على مستوى المنطقة العربية وبيت خبرة وفير بالابداع والتفوق، وعلامة بارزة بين المؤسسات العلمية
- تعتمد الكلية على برامج اكاديمية مميزة بهدف إنشاء جيل واعي مثقف قادر على الممارسة المستقبلية لاعمال القانون والشرعية وكيفة توظيف التقنيات الحديثة في مجال عملهم

## البرامج المطروحة
•بكالوريوس في القانون
https://law.ajman.ac.ae/application/upload/files/law_course_description_bachelor.pdf
•ماجستير في القانون (القانون الخاص)
https://law.ajman.ac.ae/application/upload/files/law_course_description_master.pdf
•ماجستير في القانون (القانون العام)
https://law.ajman.ac.ae/application/upload/files/master_public_20121.pdf

## متطلبات القبول
يشترط في قبول أي طالب جديد أن يكون حاصلا على شهادة الثانوية العامة أو ما يقبل قبولا كاملا في البرامج المدرسة باللغة الإنجليزية فقط الطلبة الذين حصّلوا على معدل 500 نقطة كحد أدنى في اختبار اختبار الإنجليزية كلغة أجنبية (الاختبار على الورق)، أو 173 نقطة فيCBT، أو 61 نقطة في iBT، أو معدل 5 في أيلتس الأكاديمي. ويسمح للطلبة الذين حصّلوا معدلات في اختبارات اللغة الإنجليزية القياسية أقل من المعدلات أعلاه بالتسجيل في الجامعة تسجيلا مشروطا على أن يسجلوا في برنامج اللغة الإنجليزية المكثف الذي تقدمه الجامعة.
- حاملو شهادة الثانوية العامة من دولة الإمارات

تؤهل شهادة الثانوية العامة؛ الفرع العلمي أو ما يعادلها، الطالب للالتحاق بكلية القانون، إذا استوفى شرط المعدل الأدنى المطلوب للتسجيل معدل لا يقل عن 60%
- حاملو شهادة الثانوية العامة من دول أجنبية

يقبل الطلبة الحاملون لشهادة الثانوية العامة الأجنبية إذا كانت:
الشهادة معتمدة للتسجيل في الجامعات العمومية في الدولة التي أصدرت الشهادة وإذا تم تحصيل الشهادة بعد ما لا يقل عن 11 سنة من الدراسة
يجب أن تشمل الشهادة على أقل تقدير للستة مواد في الميادين التالية:
الرياضيات /العلوم/اللغات/ الاجتماعيات/ العلوم الإنسانية أو الأدبية

## الكلية في وسائل الاعلام
- لقد قام بعض من طالبات جامعة عجمان من مساق القانون البحري والجوي في زيارة ميناء وجمارك عجمان، بإشراف الدكتورة سوزان حسن، عضو هيئة التدريس في الكلية.وقد قام وفد في استقبال سعادة الشيخ محمد عبد الله النعيمي، رئيس دائرة الميناء والجمارك في إمارة عجمان وعضو المجلس التنفيذي، ويرافقه سعادة السيد علي التميمي مدير جمارك في عجمان. حيث قام الشيخ محمد بإعطاء نبذه تعريفية عن الميناء والجمارك مستعرضاً الخطة الاستراتيجية والأهداف المستقبلية لميناء وجمارك عجمان والتي كان من أبرز أهدافها هي زيادة حركة الاستيراد والتصدير من خلال ميناء عجمان لزيادة دخل الإمارة بشكل خاص والدولة بشكل عام، وأيضا تطوير عملية الاستيراد والتصدير وفق معايير القوانين والتشريعات البحرية الإماراتية، وتوطيد العلاقات التي تربط بين الناقل والشاحن والمستورد والتي تكون مرجعيتها الاتفاقات الدولية.[1]
- عقدة جامعة عجمان دورة حول حماية الحقوق الملكية الفكرية وكما انها نظمت وكالة الإرشاد المهني في الجامعة وبالتعاون مع كلية القانون دورة تدريبية بعنوان حماية حقوق الملكية الفكرية واستهدفت طلبة الجامعة وخريجيها وقد قدم الدورة كل من الدكتور مصطفى أبو العينين، والدكتور نصر أبو الفتوح، أستاذا القانون المدني في كلية القانون وحضر الدورة فريق جامعة عجمان المشارك في مسابقة جمارك دبي لنشر ثقافة الملكية الفكرية، بالإضافة إلى 30 طالب وخريج.[2]
- طرحة جامعة عجمان ماجستير لتناقش التأخير في تسليم البضائع في عقد النقل البحري وقد ناقشت أطروحة ماجستير قدمها الشيخ محمد بن عبد الله النعيمي من كلية القانون في جامعة عجمان للعلوم والتكنولوجيا التأخير في تسليم البضائع في عقد النقل البحري ودراسة مقارنة لأحكام الاتفاقيات الدولية والقانون الإماراتي والمصري كما انها أشرفت على الأطروحة الدكتورة زينة غانم الصفار عضو هيئة التدريس في الكلية.[3]

## الخدمات الاكاديمية المساندة
• التعليم الإلكتروني
• مكتبة الجامعة تقدم مكتبة الجامعة كتب متنوعة بكافة المجالات تخدم طلبة الجامعة..
• مختبرات الحاسب
• السكن الجامعي توفر جامعة عجمان لطلبة الخارجين سكن بجوار الجامعة يلبي احتياجاتهم وخدماتهم بتوفير مرافق وانشطة مرافقة لسكن.
• العيادات الطبية توفر وحدات طبية في كل من مقار الجامعة حيث يتألف طاقمها من (4) أطباء و(14) ممرض وممرضة، وتقوم هذه الوحدات بالرعاية الصحية وتوفير الكشف الطبي وعلاج المرضى
• النقل الجامعي تؤمن إدارة النقل الجامعي حوالي 300 رحلة يومية لنقل الطلبة من مساكنهم إلى الجامعة ذهابا وإيابا، وكذا نقلهم في خرجات جماعية إلى مناطق مختلفة داخل عجمان أو خراجها.